# Наш Край (торговельна мережа)
«Наш Край» — українська торговельна мережа роздрібної торгівлі, один з основних проєктів «Volwest Group».
Мережа представлена у західному та центральному регіонах України та працює у трьох форматах: супермаркет, «магазин біля дому» та «експрес». Тактичне управління мережею здійснює компанія «Наш Край ЛЦ». Перша крамниця розпочала свою роботу 20 жовтня 2001 року в місті Рівному.
У 2003 році компанія вивела власну торговельну марку «Наш край». Її асортимент становить 128 товарних одиниць, серед яких борошно, крупи, соки, олія, вареники, пельмені, паштети, соуси, оцет, одноразовий посуд, супутні товари тощо.
У 2007 на черговій спеціалізованій виставці «Франчайзинг 2007» торговельна мережа «Наш Край» відзначилася, ставши першою в рейтингу франчайзингових мереж «Найкращий франчайзер 2007». Мережа «Наш Край» перемогла в номінації «Найбільша мережа у сфері продовольчої торгівлі».
На початок 2009 року мережа «Наш край» налічувала 59 торговельних закладів: 5 супермаркетів, 49 магазинів біля будинку та 5 експрес-магазинів.

## Сучасний стан
На перше півріччя 2017 року мережа нараховує 221 торговий заклад у 17 областях України та посідає третє місце в Україні за кількістю закладів торгівлі після АТБ та Фоззі.
 На кінець 2019 року магазини мережі вже були у 19 областях.